# Mandarim (burocrata)

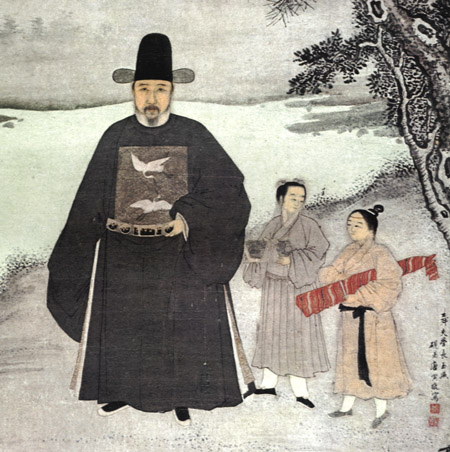
Retrato do mandarim chinês Jiang Shunfu (1453–1504) da dinastia Ming. O símbolo quadrado de mandarim indica que era um funcionário público de sexto nível.

Mandarim (chinês: 官, pinyin: guān) nos antigos impérios da China, do Aname e da Coreia, designava um funcionário pertencente à classe dos letrados e recrutado por concurso.
Os mandarins dividiam-se em duas categorias: civil e militar. Cada uma destas categorias divide-se em nove graus, subdividindo-se cada um destes em duas classes: a dos grandes mandarins e a dos mandarins ordinários.
O acesso a esta classe privilegiada era feito por concurso (os exames imperiais), após obtidos os graus de bacharel, licenciado e doutor.
As promoções na carreira eram obtidas por mérito ou por favor. Existem ainda os mandarins honorários que são cargos comprados e que lhes conferem o direito de usar as insígnias de autoridade, sem usufruírem, contudo, das suas atribuições.
No que diz respeito às suas funções, os mandarins não podiam exercer cargos no mesmo lugar por um período superior a três anos, sendo responsáveis pelos seus atos. Uma vez não cumpridas as suas obrigações, eram destituídos do cargo e sujeitos a multas avultadas. Quanto à sua indumentária, os mandarins costumavam usar uma fivela no cinturão e bordados na sua túnica. Estes bordados representavam uma ave ou um animal terrestre, consoante o mandarim fosse civil ou militar.
O símbolo mais característico da sua dignidade é o grande botão que colocam na parte traseira do seu chapéu. Os mandarins mais importantes ou de primeiro grau usam este botão feito de rubis e os outros que lhes sucedem na hierarquia usam o botão feito de coral, safiras, lápis-lazúli, cristal, madrepérola, ouro ou prata.
Na análise de Max Weber, o poder dos mandarins é fundado no conhecimento formal dos regulamentos e da leitura. Confúcio é o ideólogo desses funcionários do Estado, e a base da sua ideologia é a crença na ordem como base da sociedade - ordem que se manifesta na tradição, no culto familiar e no culto religioso do céu. Segundo o confucionismo, o pecado se deve à ignorância. Assim, esse sistema de crenças e doutrinas converte-se em uma espécie de "religião dos letrados", de modo que os concursos de saber e de memória funcionam como rituais constitutivos da casta dos mandarins.

## Origem e uso do termo

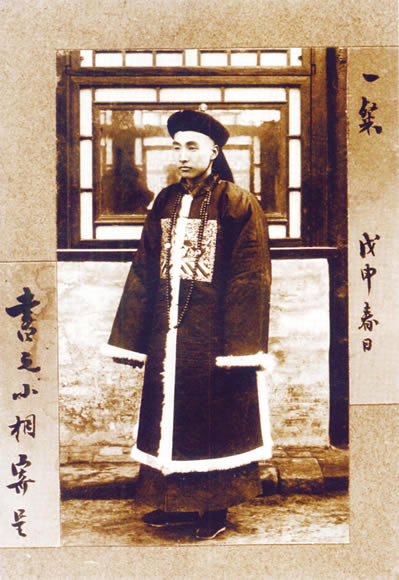
Fotografia de um funcionário governamental da dinastia Qing, com o símbolo quadrado de mandarim à frente.

O termo vem do português mandarim (escrito em português antigo como mandarin). A palavra portuguesa foi utilizada num dos primeiros relatos portugueses sobre a China: cartas dos presos sobreviventes da embaixada de Tomé Pires, provavelmente escritas em 1524, e na História do descobrimento e conquista da Índia pelos portugueses de Castanheda (c.1559). Matteo Ricci, que entrou na China continental vindo de Macau, em 1583, também disse que os portugueses usavam a palavra.
A palavra portuguesa foi considerada por muitos como relacionada a mandador ("aquele que comanda") e mandar ("comandar"), do latim mandare . Os dicionários modernos, no entanto, concordam que foi, na verdade, pego emprestado pela língua portuguesa do malaio menteri  (em Jawi : منتري, ms ) que veio, em última análise, do sânscrito mantri ( Devanagari : मंत्री, que significa conselheiro ou ministro – etimologicamente ligado ao mantra ). De acordo com o estudioso malaio Ungku Abdul Aziz, o termo teve origem quando os portugueses que viviam em Malaca durante o Sultanato de Malaca viajaram para se encontrar com altos funcionários na China e se referiram a eles com o termo familiar malaio menteri (em Jawi : منتري, ms ), mas pronunciado pelos portugueses com fonologia do português antigo, onde a terminação vocálica foi nasalizada e posteriormente mal interpretada como terminada em "n" e inicialmente escrita em português antigo como mandarim e depois em português moderno como mandarim, devido à pronúncia nasalizada do português.

No século XVI, antes que o termo mandarim se tornasse difundido nas línguas europeias, a palavra Loutea (com várias variações de grafia) era frequentemente usada em relatos de viagens europeus para se referir a oficiais acadêmicos chineses. É frequentemente usado, por exemplo, no relato de Galeote Pereira sobre suas experiências na China em 1548-1553 e que foi publicado na Europa em 1565, ou (como Louthia ) no Tratado da China de Gaspar da Cruz (1569). CR Boxer diz que a palavra vem da língua hokkien e que era uma forma comum de tratamento nos dialetos zhangzhou usada para se referir a funcionários do governo. Este também é o principal termo usado para se referir aos oficiais acadêmicos na História do Grande e Poderoso Reino da China e sua Situação (1585) de Juan González de Mendoza, que se baseou fortemente (direta ou indiretamente) no relatório de Galeote Pereira e no livro de Gaspar da Cruz. O livro e Mendonza foi a referência europeia padrão sobre a China no final do século XVI.

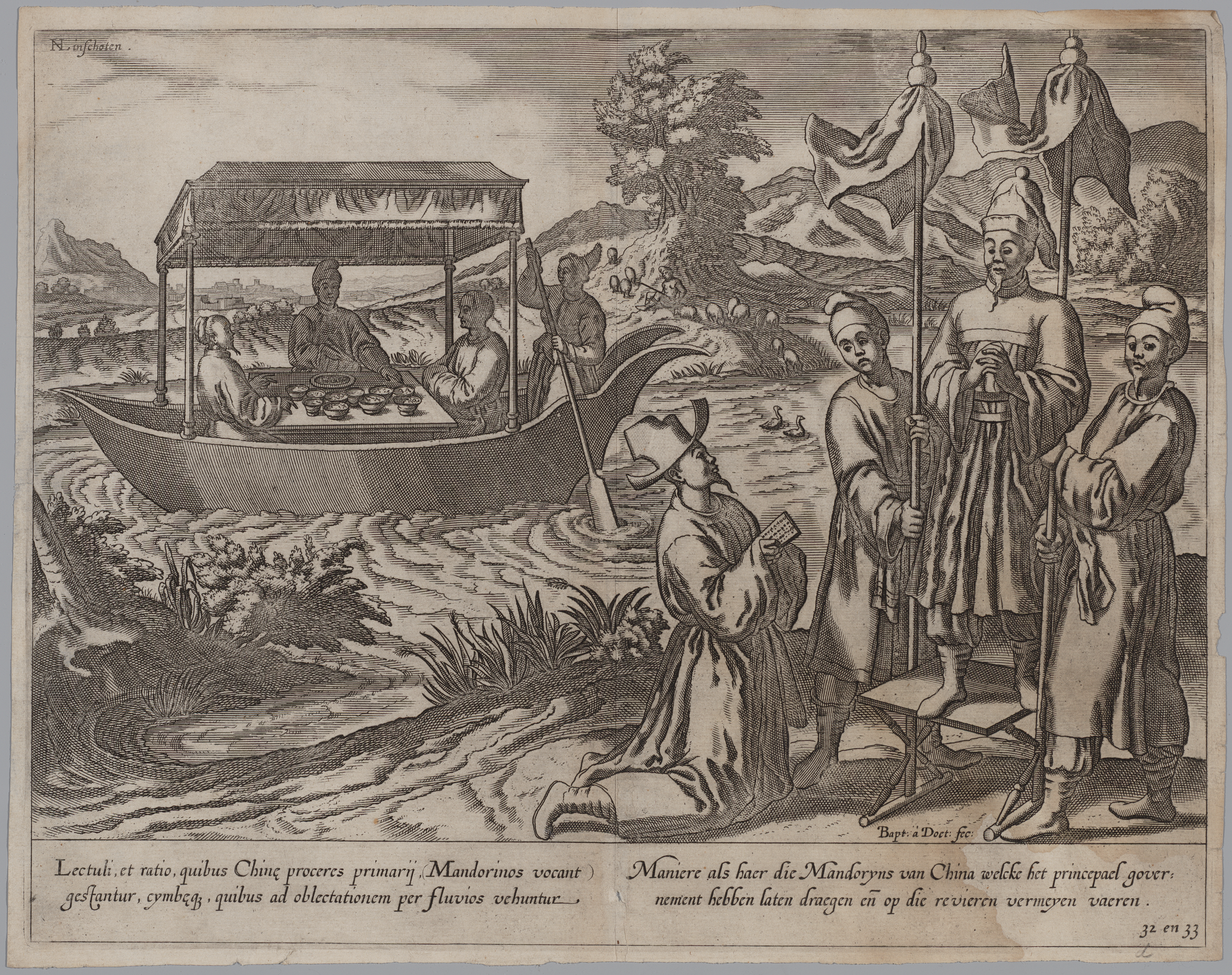
Uma visão europeia: um mandarim viajando de barco, Baptista van Doetechum, 1604

No Ocidente, o termo mandarim é associado ao conceito de funcionário erudito que se dedica à poesia, à literatura e ao aprendizado confucionista, além de desempenhar funções de serviço público. No inglês moderno, mandarim também é usado para se referir a qualquer funcionário público (embora geralmente um funcionário sênior) em um contexto satírico, particularmente no Reino Unido e nos países da Comunidade Britânica .
O padrão de fala dos impérios Ming e Qing foi chamado de "língua mandarim" pelos missionários europeus. O termo "mandarim" também é usado para se referir à língua chinesa moderna padrão, que se desenvolveu a partir do padrão linguístico anterior, e ao grupo mais amplo de dialetos mandarim falados no norte e sudoeste da China.

## História

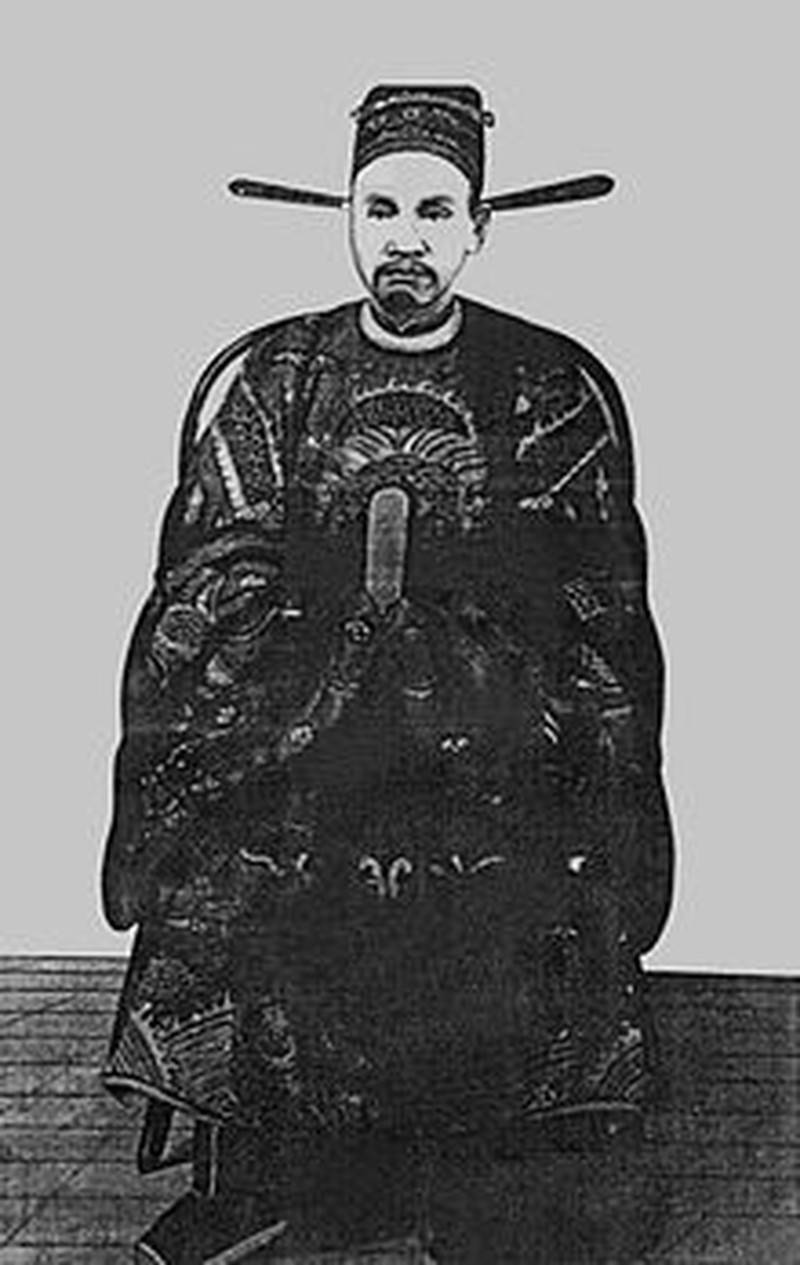
Nguyễn Văn Tường (chữ Hán: 阮文祥, 1824–1886) foi um mandarim da dinastia Nguyễn no Vietnã.

De 605 a 1905, na China, os mandarins eram selecionados por mérito, por meio de um exame imperial extremamente rigoroso. A China teve funcionários públicos pelo menos desde a dinastia Zhou, mas a maioria dos altos cargos era ocupada por parentes do soberano e da nobreza. Foi somente na dinastia Tang que os exames imperiais foram usados para classificação no sistema de nove níveis e a forma final do mandarim surgiu. Os mandarins foram os fundadores e o núcleo da pequena nobreza chinesa. Um escritório governamental (por exemplo, um departamento do governo central ou uma província civil) chefiado por um mandarim era chamado de yamen. Os mandarins foram substituídos por um serviço civil moderno após a queda da dinastia Qing. Durante a dinastia Qing, o governador de uma província chinesa era identificado pelo uso de um broche de chapéu mandarim feito de rubi. As classes mais baixas eram representadas por broches de chapéu de coral, safira, lápis-lazúli, jade branco, ouro e prata .
Depois de se libertar do domínio chinês e estabelecer sua própria monarquia independente, o Vietnã imitou o sistema chinês de mandarins em seu serviço público. Os últimos mandarins da história estiveram a serviço do Estado do Vietname (1949–1955). O sistema de exame confucionista no Vietnã foi estabelecido em 1075 sob o imperador da dinastia Lý, Lý Nhân Tông, e durou até o imperador da dinastia Nguyễn, Khải Định (1919). Elefantes foram usados para proteger as salas de exame até 1843, quando o imperador disse que não era mais necessário.
A Coreia adotou os exames de serviço público chamados gwageo sob as dinastias Goryeo e Joseon. Com base nos exames da China imperial, o gwageo surgiu pela primeira vez na Silla Unificada, ganhou importância em Goryeo e foi a peça central da maior parte da educação na dinastia Joseon. A tutela oferecida em hyanggyo, seowon e Sungkyunkwan tinha como objetivo principal preparar os alunos para o gwageo e suas carreiras subsequentes no serviço governamental. Segundo a lei Joseon, o alto cargo era vedado àqueles que não fossem filhos de funcionários de segundo escalão ou superior (Yangban), a menos que o candidato tivesse passado no gwageo. Aqueles que passavam no exame literário superior monopolizavam os altos cargos de estado da dinastia.

## Posições sob a dinastia Qing
A dinastia Qing (1644–1912) dividiu a burocracia em cargos civis e militares, ambos com nove graus ou patentes, cada um subdividido em categorias primárias e secundárias. As nomeações civis variavam de assistente do imperador ou Grande Secretário na Cidade Proibida (o mais alto cargo) a magistrado do condado, coletor de impostos da prefeitura, vice-diretor da prisão, vice-comissário de polícia ou examinador de impostos. As nomeações militares variavam desde marechal de campo ou camareiro da guarda imperial até sargento de terceira classe, cabo ou soldado de primeira ou segunda classe.